# Ansegiz z Fontenelle
Ansegiz, opat z Fontenelle (ur. ok. 770 k. Lyonu, zm. 20 lipca 833 lub 834 w Fontenelle) – benedyktyński opat i reformator klasztorów w państwie Franków, święty Kościoła katolickiego.
Zaczynał jako zakonnik w benedyktyńskim opactwie Fontenelle, ale wkrótce powierzono mu zadanie zreorganizowania klasztorów św. Sykstusa pod Reims i św. Memgego w diecezji Châlons-sur-Marne, które zakończył sukcesem. Karol Wielki wyznaczył go opatem klasztoru Saint Germer de Fly oraz jednocześnie powierzył mu nadzór nad kodyfikacją prawa królewskiego pod kierownictwem opata Einharda. Jego praca w Saint-Germer-de-Fly również zostało uznana za bardzo udaną.
W 817 Ludwik I Pobożny powierzył mu słynne opactwo Luxeuil (dzisiejsze Luxeuil-les-Bains), założone przez Kolumbana Młodszego w 590 roku. Ostatecznie, zreformowawszy Luxeuil, został przeniesiony w 823, po śmierci Einharda, jako opat do opactwa św. Wandrille’a z Fontenelle, które zreformował tak samo skutecznie jak poprzednie opactwa. Dokończył pracę Einharda dokonując zbioru praw i rozporządzeń wydanych przez królów frankońskich - zbiór ten stał się oficjalną księgą prawa w cesarstwie na wiele lat.